# Acentroscelus peruvianus
Acentroscelus peruvianus es una especie de araña cangrejo del género Acentroscelus, familia Thomisidae. Fue descrita científicamente por Keyserling en 1880.

## Distribución
Esta especie se encuentra en Perú.

## Tratamiento taxonómico
La especie aparece registrada y publicada en Die Spinnen Amerikas. Laterigradae. [Erster Band]. Bauer & Raspe, Nürnberg 283 pp., pl. 1–8.